# 天祐民安
天祐民安（西夏文：𘓺𗼕𘂀𗴴，1090年—1097年）是西夏崇宗李乾顺的第二个年號，共計8年。
清代發現的《重修護國寺感應塔碑》，其碑文有「天祐民安□酉四年」「天祐民安五年歲次甲戌正月甲戌朔十五日戊子建」。
西夏文《過去莊嚴劫千佛名經》發願文裡省稱「民安」。

## 改元
- 1090年——改元天祐民安。
- 1098年——改元永安。[4]

## 纪年對照表
| 天祐民安 | 元年   | 二年   | 三年   | 四年   | 五年   | 六年   | 七年   | 八年   |
| -------- | ------ | ------ | ------ | ------ | ------ | ------ | ------ | ------ |
| 公元     | 1090年 | 1090年 | 1092年 | 1093年 | 1094年 | 1095年 | 1096年 | 1097年 |
| 干支     | 庚午   | 辛未   | 壬申   | 癸酉   | 甲戌   | 乙亥   | 丙子   | 丁丑   |

## 同期存在的其他政权年号
- 中國
  - 元祐（1086年－1094年）：宋—宋哲宗赵煦之年号
  - 紹聖（1094年－1098年）：宋—宋哲宗趙煦之年號
  - 大安（1085年－1094年）：遼—遼道宗耶律洪基之年號
  - 寿昌（1095年－1101年）：辽—辽道宗耶律洪基之年号
  - 建安（1083年－1091年）：大理—段正明之年號
  - 天祐（1091年－1094年）：大理—段正明之年號
  - 上治（1095年）：大中—高升泰之年號
  - 天授（1096年）：大理—段正淳之年號
  - 明开（1097年－1103年）：大理—段正淳之年號
- 日本
  - 寬治（1087年－1095年）：堀河天皇之年号
  - 嘉保（1095年－1097年）堀河天皇之年号
  - 永長（1097年－1097年）：堀河天皇之年号
  - 承德（1097年－1099年）：堀河天皇之年号
- 越南 
  - 廣祐（1085年－1092年）：李朝—李乾德之年號
  - 會豐（1092年－1100年）：李朝—李乾德之年號

## 深入閱讀
- 李崇智. . 北京: 中華書局. 2004年12月. ISBN 7101025129.
- 鄧洪波.  (pdf). 臺北: 國立臺灣大學東亞經典與文化研究計劃. 2005年3月  [2021-12-13]. ISBN 9789860005189. （原始内容存档于2007-08-25）.
- 長部和雄.  (pdf). 東京: 京都大學. 1933年7月1日  [2021年12月13日]. （原始内容存档 (PDF)于2021年12月9日）.
- 長部和雄.  (pdf). 東京: 京都大學. 1933年10月1日  [2021年12月13日]. （原始内容存档 (PDF)于2021年12月18日）.

## 參看
- 中國年號索引

| 前一年號： 天儀治平 | 西夏年号 天祐民安 | 下一年號： 永安 |